# Transtorno dissociativo
Transtornos dissociativos atingem, de alguma forma, praticamente toda a população mundial. Por muitas vezes manifestarem-se de forma efêmera, são esquecidos ou desconsiderados. No entanto, quando os sintomas agravam-se, há a recorrência à ajuda psicológica ou psiquiátrica. O transtorno causa a perda de habilidades táteis, psíquicas e neurais, como a memória, capacidades motoras e até personalidade. As causas são similares às do Transtorno de estresse pós-traumático, como por exemplo, uma vez provado que os transtornos não são causados por traumas físicos, muitas vezes os pacientes recusam em dizer o motivo ou um trauma que levou-os à sua condição, o que dificulta o diagnóstico pelos psiquiatras, que necessitam de ajuda para obtê-lo.

## Fuga psicogênica
O indivíduo perde suas antigas recordações, e em um surto nervoso, muitas vezes sai da cidade ou abandona seu círculo social, em alguns casos até mudando de nome e assumindo outra personalidade. Quando acaba, toda a memória exceto pelo período no qual deu-se a fuga, é recobrada, e então o paciente retorna a sua vida normal.
Raramente dura meses, ocorrendo em um período de dias ou horas

## Amnésia dissociativa
Entre suas causas, pode-se descartar um dano físico ao cérebro. As perdas de memória dissociativas ocorrem devido a alto estresse ou um trauma psicológico. Quando, por exemplo, uma pessoa sobrevive a um acidente de avião, sua memória no acidente remete-se apenas a instantes antes do pânico generalizado ao qual esta foi acometida, tendo o estresse gerado um esquecimento dos fatos. As memórias ficam, às vezes, salvas no inconsciente, podendo ser trazidas à tona por meio de terapia ou hipnose.

## Anestesia dissociativa
Os limites das áreas cutâneas anestesiadas correspondem frequentemente às concepções pessoais do paciente, mais do que às descrições científicas. Pode haver igualmente uma perda de um tipo de sensibilidade dado, com conservação de outras sensibilidades, não correspondendo a nenhuma lesão neurológica conhecida. A perda de sensibilidade pode se acompanhar de parestesias. As perdas da visão e da audição raramente são totais.

## Transtorno dissociativo de identidade/Personalidades múltiplas
O transtorno de múltiplas personalidades, diferente da fuga dissociativa, permite ao indivíduo afectado a memória em suas personalidades, muitas vezes estas sendo particulares a cada uma destas. As personalidades são bastante independentes umas das outras sendo possível inclusive terem comportamentos opostos, por exemplo, uma sendo sexualmente promiscua e outra recatada. Em alguns casos há completo bloqueio de memória entre as personalidades, noutros casos há conhecimento podendo gerar rivalidades ou fraternidades. O observador externo que só conheça uma das personalidades não notará nada de anormal com esta pessoa. As personalidades podem ser do sexo oposto, ter idades diferentes e até de outras raças.

## Transtorno dissociativo motor e sensitivo
Os nervos epiteliais, quando atingidos pelo transtorno dissociativo, apresentam mudanças em sua percepção do meio exterior. Objetos em contato com a pele podem ser sentidos com uma maior ou menor temperatura, intensidade etc. Não são constantes, sendo facilmente despercebidos. O transtorno dissociativo motor, por sua vez, afeta a passagem de neurotransmissores pelos botões sinápticos nos músculos, alterando as capacidades motoras do indivíduo. Não há, graças à conformidade dos pacientes, uma urgência pelo uso de cadeira de rodas ou assistência médica, sendo apresentados como sintomas uma fraqueza muscular e certa ociosidade e pouco percebidos pelos psiquiatras, assim como o transtorno dissociativo sensitivo.

## Transtornos de despersonalização e/ou desrealização
Despersonalização é uma alteração, não da realidade material como é visto nas psicoses, mas do modo como esta é interpretada pelo indivíduo. Não é relacionado à existência de múltiplas personalidades, pelo contrário, a despersonalização é apenas uma sensação, esta não alterando o nível de consciência do paciente observado. As mudanças na percepção dos estímulos exteriores varia de flutuações no humor a distorções no tamanho dos objetos(macro ou micropsia). Desconhece-se o tratamento deste problema, em especial de seus sintomas isolados.

### Síndrome de solipsismo
Refere-se a um estado psicológico em que uma pessoa sente que o mundo não é externo à sua mente. Nessa síndrome, nada parece real, o mundo parece um sonho ou uma ilusão. Períodos longos de isolamento prolongado pode predispor as pessoas a essa condição. Em particular, essa síndrome tem sido identificada como um problema para os indivíduos que vivem no espaço por longos períodos de tempo.
Pode ser classificada como um transtorno de despersonalização ou como sintoma de outro transtorno psiquiátrico, por exemplo de transtorno bipolar com traços psicóticos, de esquizofrenia, de abuso de algum psicotrópico ou como reação adversa a alguma substância. Alguns cientistas teorizam que possa a ser um problema psicológico comum no futuro com o avanço das viagens espaciais.